# پیر آمدی ژوبر
پیر آمدی امیلین پروب ژوبر (به فرانسوی: Pierre Amédée Emilien Probe Jaubert) دیپلمات، خاورشناس، مترجم، سیاستمدار و جهانگرد فرانسوی و سفیر ناپلئون بناپارت در عثمانی و ایران (دربار فتحعلی شاه قاجار)

## زندگی‌نامه
وی در ۳ ژوئن ۱۷۷۹ میلادی در شهر اکس-آن-پروانس به دنیا آمد. تحصیلات ابتدایی را در زادگاهش به پایان رساند. در ۱۷۹۳، با شدت گرفتن ناآرامی‌ها در پی انقلاب فرانسه، با خانواده‌اش به پاریس رفت. در آنجا به سبب بیکاری پدرش، که وکیل مجلس و از سوی انقلابیون تحت تعقیب بود، همراه برادرش ناگزیر در چاپخانه‌ای مشغول به کار شد. ژوبر پس از ناکامی در گذراندن امتحان ورودی مدرسهٔ پلی‌تکنیک، در کلاس‌های ترکی و عربی و فارسی مدرسهٔ زبان‌های شرقی شرکت کرد و به سبب پیشرفت و علاقه‌اش در این رشته، توجه استادانش، از جمله لانگلس و سیلوستر دوساسی، را به خود جلب کرد و قرار شد به عنوان مترجم به سفارت فرانسه در قسطنطنیه اعزام گردد، لیکن به تصمیم وانتور، کنسول پیشین فرانسه در قاهره، در ۱۷۸۹ برای مترجمی به همراه لشکریان ناپلئون به مصر رفت.

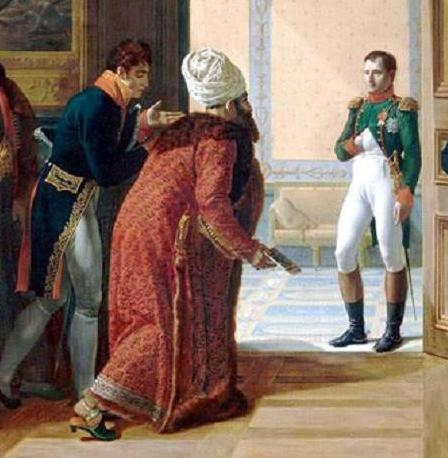

با درگذشت وانتور، ژوبر جانشین او شد و خدمات مهمی کرد. پس از یک سال اقامت در مصر، به فرانسه بازگشت و در مدرسهٔ زبان‌های شرقی به تدریس ترکی پرداخت و در وزارت امور خارجه به ترجمه مشغول شد. در ۱۸۰۱، به همراه ژنرال سباستیانی Sébastiani، برای انعقاد قراردادهای بازرگانی، به مصر و سوریه رفت. در عکا با جزار پاشا (حاکم آنجا که به بی‌رحمی مشهور بود و در مقابل محاصرهٔ سال ۱۷۹۹ ناپلئون، از شهر دفاع کرده بود) به مذاکره پرداخت و توانست رضایت او را برای رفت‌وآمد تاجران فرانسوی به این شهر به دست آورد. در ۱۸۰۶، وی محرمانه و برای برانگیختن دربار ایران بر
ضد اتحاد انگلستان و روسیه و عثمانی، از سوی ناپلئون عازم ایران شد، اما در دغوبایزید، محمود پاشا او را اسیر و حدود چهار ماه در سیاه‌چالی زندانی کرد، تا اینکه با وساطت دربار ایران، آزاد و راهی ایران شد. وی در تبریز با عباس‌میرزا و در تهران با فتحعلیشاه قاجار ملاقات نمود. سپس از ایران به اروپا بازگشت. در ۱۸۰۷ نشان لژیون دونور گرفت و به شوالیه ملقب شد. وی با نوشتن خاطرات سفرهای خود به شرق شهرتی یافت و در حکومت صد روزهٔ ناپلئون، در سفارت فرانسه در اسلامبول بود. پس از شکست ناپلئون در نبرد واترلو، ژوبر به فرانسه بازگشت و به سبب طرفداری‌اش از ناپلئون، مشاغلش را از دست داد و حتی مدتی مخفیانه زندگی کرد. در ۱۸۱۸ برای امور تجاری به قفقاز و چین رفت و پس از بازگشت به فرانسه، به‌تدریج مقام‌های از دست رفته‌اش را به دست آورد. در پی جنگ روسیه و عثمانی (۱۸۲۸–۱۸۲۹) و انعقاد پیمان آدریانوپل نیز ژوبر نقش فعالی داشت. پس از آن، بیشتر به کارهای پژوهشی پرداخت.
وی در ۲۸ ژانویه ۱۸۴۷، پس از یک دوره کوتاه بیماری، درگذشت.

## در دربار قاجار
«ژوبر»، فرستاده ناپلئون بناپارت به دربار فتحعلی‌شاه قاجار که در سال ۱۲۲۱ هـ. ق در تهران اقامت داشته‌است. وی پیرامون برج و باروی تهران در آن دوره نوشته‌است: «ساختمان‌ها و برج‌های تهران مانند اصفهان زینت‌بخش نیست، این شهر در زمان طولانی که من در آنجا می‌زیستم چندان پیشرفتی نداشت و جمیعت‌اش بیش از ۳۰هزار نفر نبود.»
«ناپلئون» امپراتور وقت فرانسه «ژوبر» را به‌عنوان نماینده ویژه خود در ایران به دربار «فتحعلیشاه» قاجار فرستاد. موسیو «ژوبر» با «فتحعلیشاه» و سایر مقامات حکومتی وقت در تهران دیدار کرد. به دیدار هر که رفت، از او تکنولوژی و توپ و ادوات نظامی برای مقابله با تهاجمات نظامی دشمن تزاری طلب کردند. او سخنان همه را کمابیش یکسان یافت ولی مشاورانش به او گفتند شاهزاده «عباس‌میرزا» اکنون در قره‌چمن در جبهه جنگ با روسیه است. قبل از ترک ایران به ملاقات او هم برو.
«ژوبر» در مورد ملاقاتی که با شاهزاده «عباس‌میرزا» داشته، چنین می‌نویسد: «یک‌بار از سرِ درد به من چنین گفت: چه کنم که قدر و قیمت جنگجویان مغرب‌زمین را داشته باشم… نمی‌دانم این قدرتی که شما (اروپایی‌ها) را بر ما مسلط کرده، چیست و موجب ضعف ما و ترقی شما چه؟ اجنبی حرف بزن! بگو من چه باید بکنم که ایرانیان را هشیار نمایم.» با همین دغدغه بود که «عباس‌میرزا» برای رفع مشکل عقب‌افتادگی ایران از غافله تمدن، برای اعزام محصل به اروپا اقدام کرد. او برای نخستین بار دو نفر را در سال ۱۸۱۱م و پنج‌نفر را نیز در سال ۱۸۱۵م به هزینه خود، برای تحصیل در علوم و فنون مختلف در زمینه‌های پزشکی، فنی و مهندسی، علوم و ادبیات، نقاشی و نظامی به انگلستان فرستاد.

## تالیفات
مشهورترین اثر وی شرح سفرش به شرق است که «مسافرت به ارمنستان و ایران» (به فرانسوی: Voyage en Arménie et en Perse) (۱۸۲۱) نام دارد و توصیف بسیار جالبی از وضع دربار و سرزمین ایران به دست می‌دهد. او آداب و رسوم ایرانیان و عثمانیها را مقایسه کرده و دربارهٔ قشون و تجارت و راه‌های ایران اطلاعات سودمندی داده‌است (ژوبر، ص ۲۲۴، ۲۵۰، ۲۶۴، ۲۷۴، ۲۸۲، ۳۱۳–۳۱۴).
از این اثر سه ترجمه در در دست است: از محمود هدایت در ۱۳۲۲، محمود مصاحب و علیقلی اعتماد مقدّم، که در ۱۳۴۷ش هر دو ترجمه در تهران به چاپ رسیده‌است. سفرنامهٔ ژوبر دو ضمیمه دارد: یکی «نگاهی به گیلان و مازندران» (رجوع کنید به ژوبر، ص ۴۱۷–۴۶۵) و دیگری «یادداشتهای لاپی فرمانده سواره‌نظام» (رجوع کنید به همان، ص ۴۶۵–۴۷۰)، که علینقی اعتمادمقدم این بخش را ترجمه کرده‌است.
در ۱۸۲۵ ژوبر اصول دستور زبان ترکی (به فرانسوی: Élémens de la grammaire turke) و اظهارنظر دربارهٔ یک نسخه خطی ترکی اویغوری، و در ۱۸۲۶ مسافرت از اورنبورگ به بخارا را نوشت. در ۱۸۲۷، خلاصه‌ای از متن بختیارنامه را از روی نسخهٔ خطی اویغوری منتشر کرد (ژوبر، مقدمهٔ مصاحب، ص ۳۱–۳۲). سپس به ترجمهٔ جغرافیای ادریسی یا نزهة المشتاق فی اختراق الآفاق (به فرانسوی: Géographie d'Edrisi) پرداخت که پس از هشت سال کار، در دو مجلد در پاریس (۱۸۳۶–۱۸۴۰) منتشر شد. ژوبر با بسیاری از زبان‌های شرق آشنایی داشت و افزون بر فارسی و عربی و ترکی، اویغوری و بربری نیز می‌دانست و مقالات گوناگونی از او در نشریات انجمن آسیایی چاپ شده‌است (ژوبر، مقدمهٔ مصاحب، ص ۳۳–۳۴).